# Arracacia xanthorrhiza
Arracacia xanthorrhiza är en flockblommig växtart som beskrevs av Edward Nathaniel Bancroft. Arracacia xanthorrhiza ingår i släktet Arracacia och familjen flockblommiga växter. Inga underarter finns listade i Catalogue of Life.

## Bildgalleri

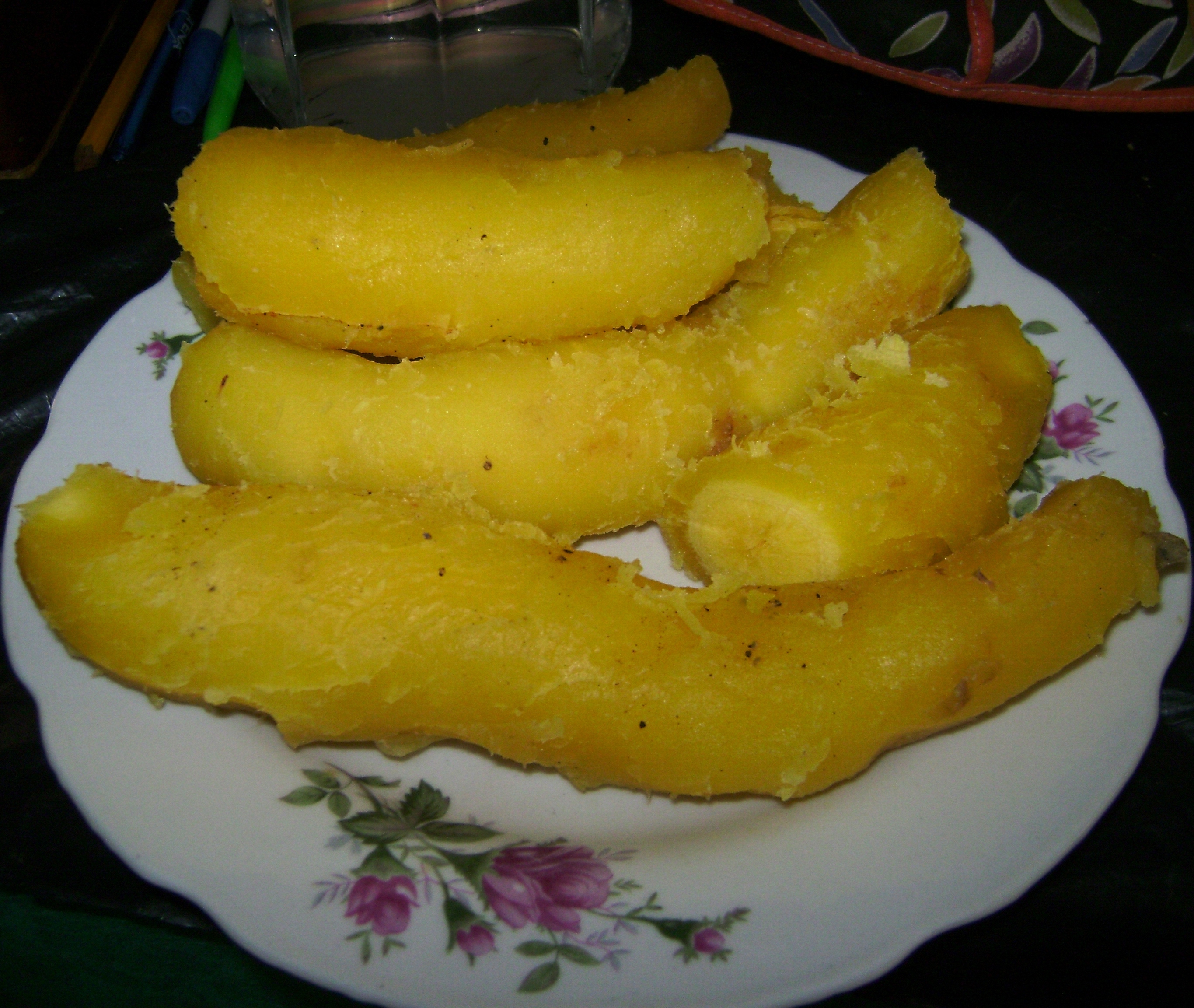
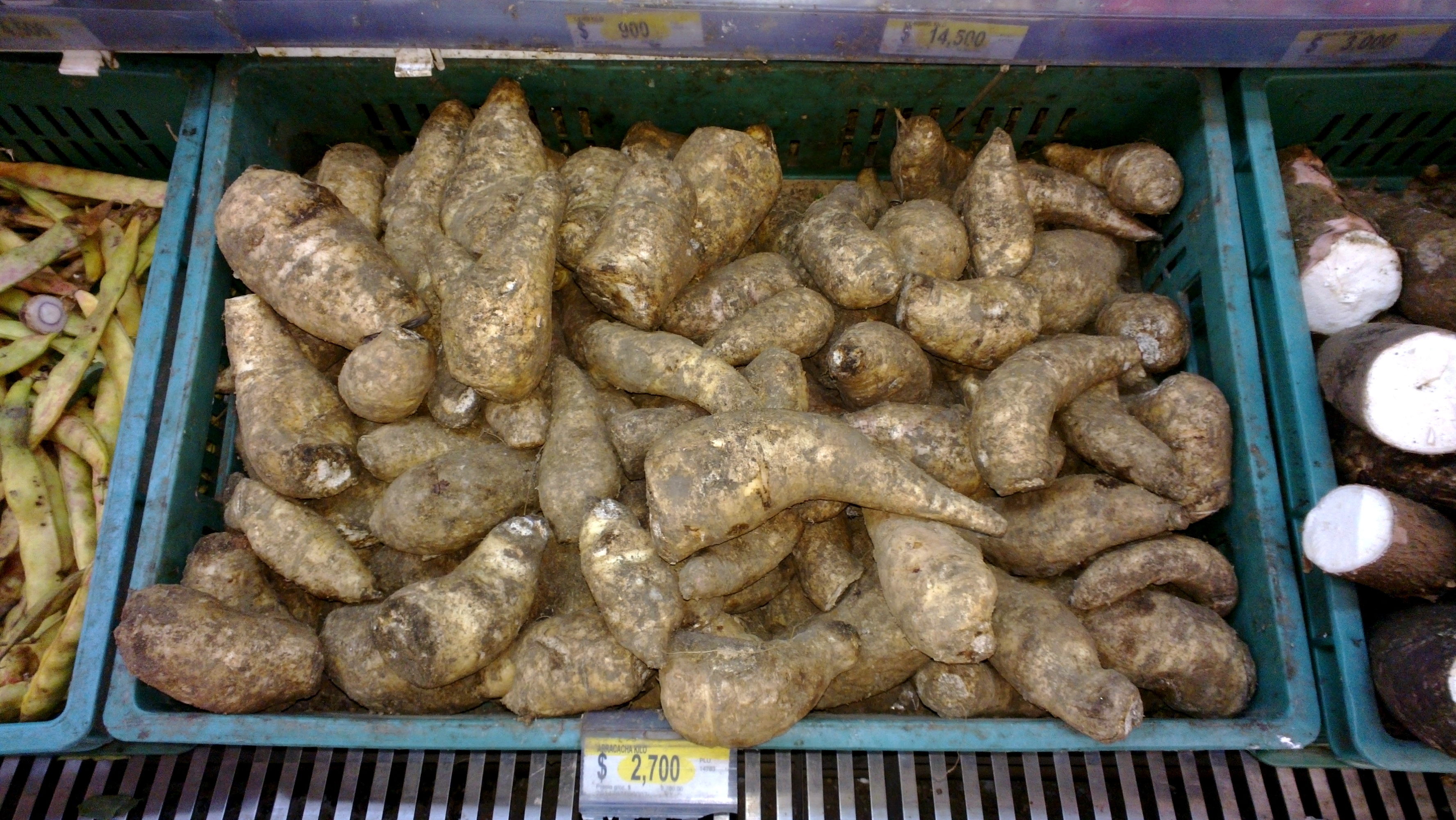
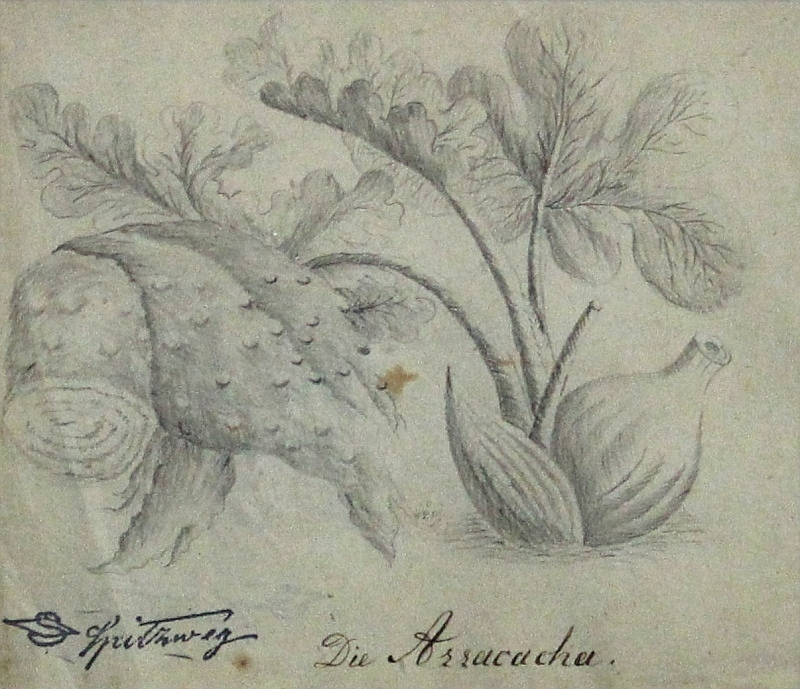